# Stephan Sarkotić von Lovćen
Stephan Freiherr Sarkotić von Lovćen oder Stjepan barun Sarkotić Lovćenski (* 4. Oktober 1858 in Sinac bei Otočac; † 16. Oktober 1939 in Wien) war Generaloberst der österreichisch-ungarischen Armee und während des Ersten Weltkriegs Militärgouverneur von Bosnien und Herzegowina.

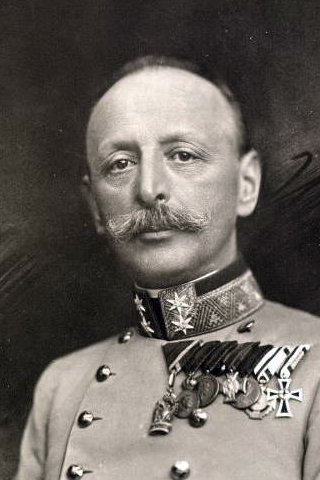
Sarkotić in Uniform als Feldmarschallleutnant (1915)

## Leben

### Ausbildung und Militärkarriere
Sarkotić stammte aus einer kroatischen Offiziersfamilie. Sein Vater Mathias Sarkotić diente im 2. Grenzregiment von Otočac.
Er besuchte das Gymnasium in Senj und absolvierte bis 1879 die Theresianische Militärakademie und besuchte 1882–84 die Wiener Kriegsschule. Sein Militärdienst begann im 16. Infanterieregiment in Trebinje. 1886 wurde er nach Mostar in die 1. Gebirgsbrigade verlegt. 1889 erhielt er die Beförderung zum Hauptmann. Danach bereiste er als militärischer Abgesandter der Habsburgermonarchie die Nachbarstaaten Serbien, Bulgarien und das damals osmanische Mazedonien. Im Rang eines Majors diente er im Infanterieregiment Nr. 7 in Osijek. Zwischen 1900 und 1903 war er Leiter des Kriegshafenkommandos von Pola. Während dieser Zeit erfolgte die Beförderung zum Oberst. Am 6. Juni 1910 wurde Sarkotić in den ungarischen erblichen Adelsstand erhoben. Im Jahr April 1912 übernahm Sarkotić auch das Kommando über den 6. ungarischen Landwehrdistrikt (Honvéd).

### Erster Weltkrieg
Mit Beginn des Ersten Weltkrieges war Sarkotić einer der Hauptbefehlshaber der k.u.k. Truppen. Er befehligte im Feldzug gegen Serbien während der Schlacht an der Drina im September 1914 (im Rahmen der 5. Armee) die 42. Honved-Infanterie-Division im Raum Zvornik.
Nach dem Fehlschlag der Offensiven gegen Serbien wurde Sarkotić am 1. Januar 1915 als Nachfolger des erfolglosen Oskar Potiorek zum oberkommandierenden General und Gouverneur in Bosnien-Herzegowina ernannt. Er war damit der erste kroatischstämmige Stellvertreter des Kaisers in Bosnien und Herzegowina.
Sarkotić war ein entschiedener Gegner einer Schaffung eines vereinigten südslawischen Staates außerhalb der Habsburgermonarchie. Stattdessen befürwortete er die Vereinigung des österreichischen Kronlandes Dalmatien mit dem zur ungarischen Reichshälfte gehörenden Kroatien-Slawonien.
Als Landeschef von Bosnien-Herzegowina ließ er umfangreiche Unterdrückungsmaßnahmen gegen vermeintliche oder tatsächliche serbische Separatisten in Bosnien-Herzegowina durchführen. Rund 5000 serbische Familien wurden vertrieben, 3000 bis 5000 bosnische Serben wurden inhaftiert, viele davon starben.
Die Zustände in den Internierungslagern galten als unmenschlich. Geiselaushebungen waren an der Tagesordnung, um militärisch wichtige Objekte und Transporte zu schützen. Sarkotić verbot die Verwendung der Kyrillischen Schrift außerhalb der orthodoxen Kirchen, serbische Vereine wurden liquidiert und strenge Presse- und Brief-Zensur eingeführt. Das politische Leben stand still, der bosnische Landtag wurde endgültig aufgelöst. Prozesse wegen Hochverrat wie der Banja-Luka-Prozess gegen 151 Angeklagte wurden durchgeführt.
Im Jänner 1916 leitete Sarkotić den Feldzug gegen das Königreich Montenegro aus dem Marinestützpunkt in Kotor. Seine Truppen griffen die Montenegriner beim Lovćen-Gebirge an. Innerhalb von zwei Tagen wurde der Lovćen erobert und drei Tage später die montenegrinische Hauptstadt Cetinje. Für diesen militärischen Erfolg wurde Sarkotić mit dem Leopold-Orden erster Klasse ausgezeichnet. Mit Entschließung des Monarchen vom 2. Jänner 1917 wurde Sarkotić in den Stand eines ungarischen Barons erhoben; am 9. Juni 1917 erhielt er zudem den Namenszusatz von Lovćen. Das entsprechende Freiherrendiplom wurde am 23. Juli 1918 in Wien ausgefertigt. Im November 1917 wurde er zum Generaloberst befördert.
Bei einer Konferenz in Sarajevo mit dem Militärgouverneur von Serbien Baron Rhemen und dem Militärgouverneur von Montenegro Heinrich Clam-Martinic am 13. und 14. Mai 1918 sprach sich Sarkotić dafür aus, Serbien, Montenegro, Dalmatien, Bosnien und die Herzegowina zu einem einheitlichen Staatsgebiet innerhalb der Monarchie zusammenzuschließen. Kroatien und Slawonien blieben unberücksichtigt.
Beim Gemeinsamen Ministerrat vom 30. Mai 1918 vertrat Sarkotić die Meinung, die serbische und moslemische Bevölkerung Bosnien-Herzegowinas werde sich mehrheitlich für den Anschluss an Ungarn aussprechen. Gelöst werde die südslawische Frage aber nur durch die Annexion Serbiens und Montenegros. Ein selbständiges Serbien wäre, unterstützt von der Entente, ein „Herd fortwährender Intrigen“ gegen die Monarchie. Danach seien alle Südslawen zur „Verdauung“ zwischen Österreich und Ungarn aufzuteilen, die Kroaten zu Österreich, die Serben zu Ungarn.

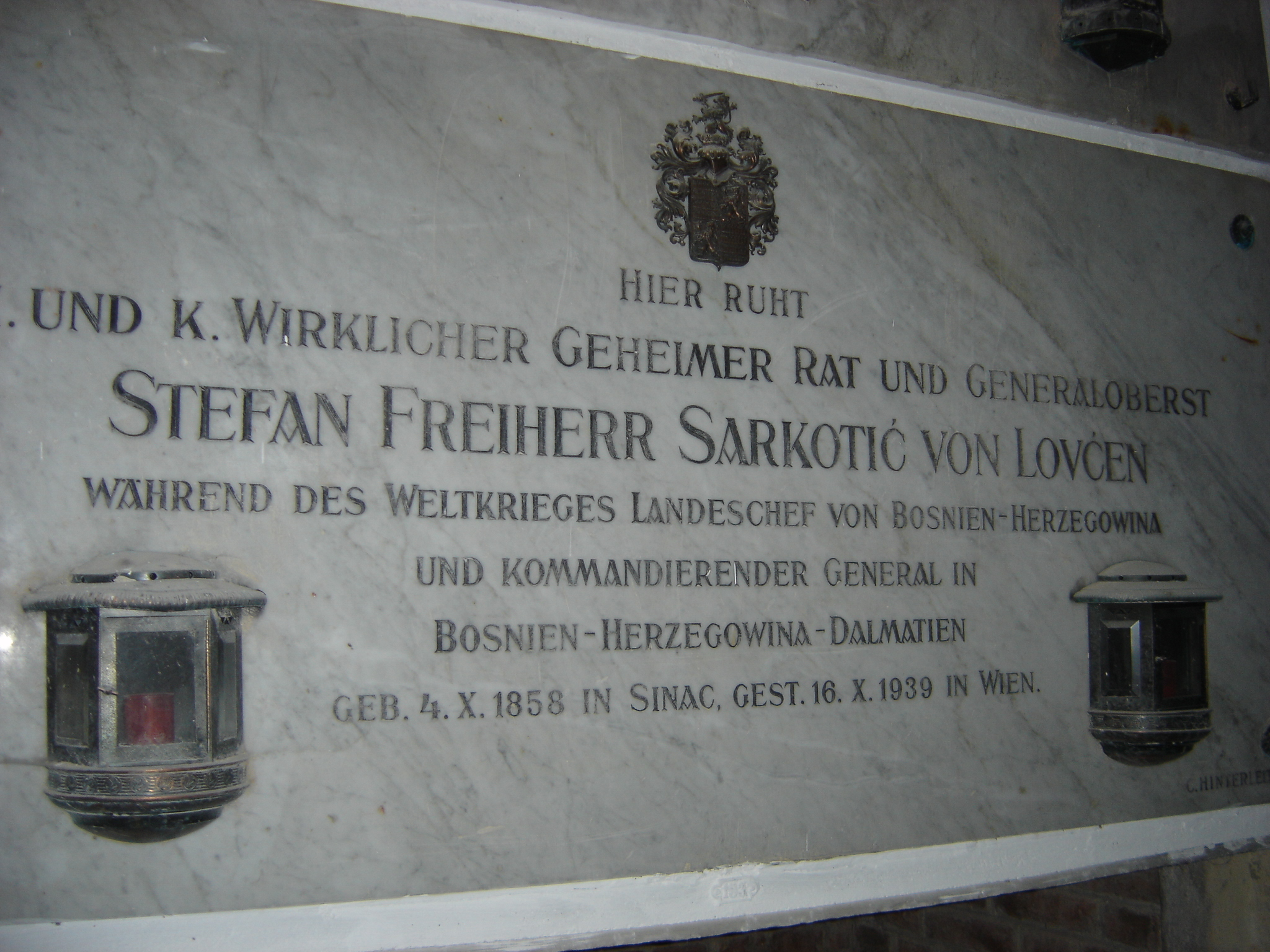
Das Grab Sarkotićs auf dem Wiener Zentralfriedhof

### Nach dem Krieg
Sarkotić blieb bis zur Auflösung Österreich-Ungarns Paladin von Bosnien-Herzegowina, erklärte am 1. November 1918 seinen Rücktritt und reiste am 6. November aus Sarajevo ab. Nach einer kurzen Inhaftierung in Agram gelangte er nach Wien.
Nach seiner Übersiedlung nach Wien schloss er sich exilkroatischen Gruppen an, um Widerstand gegen das Königreich Jugoslawien zu organisieren. Er schrieb häufig Artikel in der österreichischen Reichspost, die gegen die jugoslawischen Könige Petar Karađorđević und Alexander I. Karađorđević gerichtet waren.
Sarkotićs Exil dauerte bis an sein Lebensende. Er starb 1939 in Wien, kurz nach dem Beginn des Zweiten Weltkrieges, und wurde auf dem Wiener Zentralfriedhof in den "Neuen Arkaden" neben der Friedhofskirche St. Karl Borromäus in einer Gruftnische beigesetzt.

## Schriften
- Das Russische Kriegstheater. Strategische und geographische Studie. Wien 1894.
- Jugoslawien. Verlag Fromme, Wien 1919.
- Der Banjaluka-Prozeß. Deutsche Uebersetzung nach dem kroatischen Originaltexte nachgeprüft vom Orientalischen Seminar in Berlin. 2 Bände, Verlag Arbeitsausschuss deutscher Verbände, Berlin 1933.